# Cordulecerus alopecinus
Cordulecerus alopecinus là một loài côn trùng trong họ Ascalaphidae thuộc bộ Neuroptera. Loài này được Burmeister miêu tả năm 1839.